# Contea di Ector
La contea di Ector (in inglese Ector County) è una contea dello Stato del Texas, negli Stati Uniti. La popolazione al censimento del 2010 era di 137 130 abitanti. Il capoluogo di contea è Odessa. La contea è stata fondata nel 1887 ed organizzata nel 1891. Il suo nome deriva da Matthew Ector, un generale confederato della guerra di secessione americana.

## Geografia fisica
| Anno | Popolazione | ±%     |
| ---- | ----------- | ------ |
| 1890 | 224         |        |
| 1900 | 381         | 70.1%  |
| 1910 | 1,178       | 209.2% |
| 1920 | 760         | −35.5% |
| 1930 | 3,958       | 420.8% |
| 1940 | 15,051      | 280.3% |
| 1950 | 42,102      | 179.7% |
| 1960 | 90,995      | 116.1% |
| 1970 | 91,805      | 0.9%   |
| 1980 | 115,374     | 25.7%  |
| 1990 | 118,934     | 3.1%   |
| 2000 | 121,123     | 1.8%   |
| 2010 | 137,130     | 13.2%  |

Secondo l'Ufficio del censimento degli Stati Uniti d'America la contea ha un'area totale di 902 miglia quadrate (2340 km²), di cui 898 miglia quadrate (2330 km²) sono terra, mentre 4,1 miglia quadrate (11 km², corrispondenti allo 0,5% del territorio) sono costituiti dall'acqua. Ector County ha una piovosità media di circa 14 pollici all'anno e un ambiente caldo, molto soleggiato, con clima semiarido. La maggior parte della contea è relativamente pianeggiante. Gli alberi sono pochi, e la maggior parte sono di mesquite, simili a cespugli.

### Strade principali
- Interstate 20
- U.S. Highway 183
- State Highway 158
- State Highway 181
- State Highway 191
- State Highway 302
- FM 554
- FM 1053
- FM 1601
- FM 1787
- FM 1788
- FM 1882
- FM 1936
- FM 2019
- FM 2020
- FM 3472
- FM 3503

### Contee adiacenti
- Andrews County (nord)
- Midland County (est)
- Upton County (sud-est)
- Crane County (sud)
- Ward County (sud-ovest)
- Winkler County (ovest)